# La Dorsale
La Dorsale (französisch für Das Rückgrat) ist ein langer schmaler und bis zu 33 m hoher Gebirgskamm an der Küste des ostantarktischen Adélielands. Sein Ausläufer bildet den höchsten Punkt des südlichen Teils einer Halbinsel, deren nördlicher Ausläufer das Kap Margerie darstellt.
Französische Wissenschaftler benannten ihn 1950 deskriptiv.